# ادیمو فریرا کامپوس
ادیمو فریرا کامپوس بازیکن فوتبال اهل برزیل است 